# Czarna Baszta
Czarna Baszta (słow. Čierna bašta) – turnia w Czarnym Grzbiecie w słowackiej części Tatr Wysokich, odgałęziającym się na północny wschód od grani głównej w wierzchołku Czarnego Szczytu. Od jego kopuły szczytowej oddzielona jest Przełączką za Czarną Basztą. Turnia wyrasta na północnej krawędzi Czarnego Grzbietu z Wyżniej Czarnej Galerii – jednej z trzech płaśni, nazywanych Czarnymi Galeriami.
Od strony Wyżniej Czarnej Galerii na południu Czarna Baszta wygląda niepozornie, natomiast ku Dolinie Jastrzębiej opada urwistą i stosunkowo wysoką ścianą północną do lewej części Danielowego Ogrodu. Urwiska podcinające Czarny Grzbiet i Czarne Galerie aż po żleb spadający z Przełączki za Czarną Basztą to Danielowy Mur.
Na Czarną Basztę nie prowadzą żadne szlaki turystyczne. Najdogodniejsza droga dla taterników wiedzie na siodło od zachodu z Przełączki za Czarną Basztą i jest dosyć łatwa (0+ w skali UIAA). Taki sam jest poziom trudności dojścia od strony Wyżniej Czarnej Galerii.
Pierwsze wejścia na przełęcz miały miejsce podczas wejść na Czarny Szczyt, brak jednak na ich temat dokładnych informacji.